# Ruta Estatal de Nevada 231
La Ruta Estatal de Nevada 231, y abreviada SR 231 (en inglés: Nevada State Route 231) es una carretera estatal estadounidense ubicada en el estado de Nevada. La carretera inicia en el Suroeste desde la Lago Angel hacia el Noreste en la I 80     en Wells. La carretera tiene una longitud de 18,8 km (11.703 mi).

## Mantenimiento
Al igual que las autopistas interestatales, y las rutas federales y el resto de carreteras estatales, la Ruta Estatal de Nevada 231 es administrada y mantenida por el Departamento de Transporte de Nevada por sus siglas en inglés Nevada DOT.